# Епархия Нова-Фрибургу
Епархия Нова-Фрибургу (лат. Dioecesis Neo-Friburgensis) — епархия Римско-католической церкви c центром в городе Нова-Фрибургу, Бразилия. Епархия Нова-Фрибургу входит в митрополию Нитероя. Кафедральным собором епархии Нова-Фрибургу является собор святого Иоанна Крестителя.

## История
26 марта 1960 года Римский папа Иоанн Павел II издал буллу Quandoquidem verbis, которой учредил епархию Нова-Фрибургу, выделив её из епархий Барра-ду-Пираи (сегодня — Епархия Барра-ду-Пираи-Волта-Редонды) и Петрополиса.

## Ординарии епархии
- епископ Clemente José Carlos de Gouvea Isnard (23.04.1960 — 17.04.1992);
- епископ Alano Maria Pena (24.11.1993 — 24.09.2003) — назначен архиепископом Нитероя;
- епископ Rafael Llano Cifuentes (12.05.2004 — 20.01.2010);
- епископ Edney Gouvêa Mattoso (20.01.2010 — 25.02.2025 — назначен епископом Итапетининги);
- епископ Pedro Cunha Cruz (2.07.2025 — по настоящее время).

## Источник
- Annuario Pontificio, Ватикан, 2007
- Булла Quandoquidem verbis, AAS 52 (1960), стр. 876  (лат.)